# Androsace limprichtii
Androsace limprichtii är en viveväxtart som beskrevs av Ferdinand Albin Pax och Käthe Hoffmann.
Androsace limprichtii ingår i släktet grusvivor och familjen viveväxter. Inga underarter finns listade i Catalogue of Life.